# Svarthuvad paradiskungsfiskare
Ej att förväxla med svarthuvad kungsfiskare
Svarthuvad paradiskungsfiskare (Tanysiptera nigriceps) är en fågel i familjen kungsfiskare inom ordningen praktfåglar.

## Utseende
Svarthuvad paradiskungsfiskare är en färgglad kungsfiskare med mycket förlängda blå eller vita stjärtpennor. Undersidan är roströd, huvudet svart och vingarna blå. Nerför ryggen löper en svartkantad vit strimma. Näbben är lysande röd. Ungfågeln har kortare stjärtpennor och svart näbb.

## Utbredning och systematik
Svarthuvad paradiskungsfiskare delas in i två underarter:
- T. n. leucura – förekommer på Umboi i Bismarckarkipelagen
- T. n. nigriceps – förekommer på Niu Briten och Duke of York-öarna i Bismarckarkipelagen

Den kategoriserades tidigare som en underart till gulbröstad paradiskungsfiskare (T. sylvia) och vissa auktoriteter gör det fortfarande.

## Status
Trots det begränsade utbredningsområdet och att den tros minska i antal anses beståndet vara livskraftigt av internationella naturvårdsunionen IUCN.